# 검단남로
검단남로(黔丹南路)는 경기도 하남시 하산곡동에 있는 도로이다. 왕복 1차로의 작은 소로이며, 행정동 천현동의 중심지를 남쪽에서부터 북쪽으로 관통한다. 기점은 하남대로와 접하며 종점은 검단산로와 접한다. 시내버스는 지나지 않는다. 천현동주민센터가 위치하여 있다.